# Cirrhimuraena inhacae
Cirrhimuraena inhacae är en fiskart som först beskrevs av Smith 1962.  Cirrhimuraena inhacae ingår i släktet Cirrhimuraena och familjen Ophichthidae. Inga underarter finns listade i Catalogue of Life.